# Даугавпилсское высшее военное авиационное инженерное училище имени Яна Фабрициуса

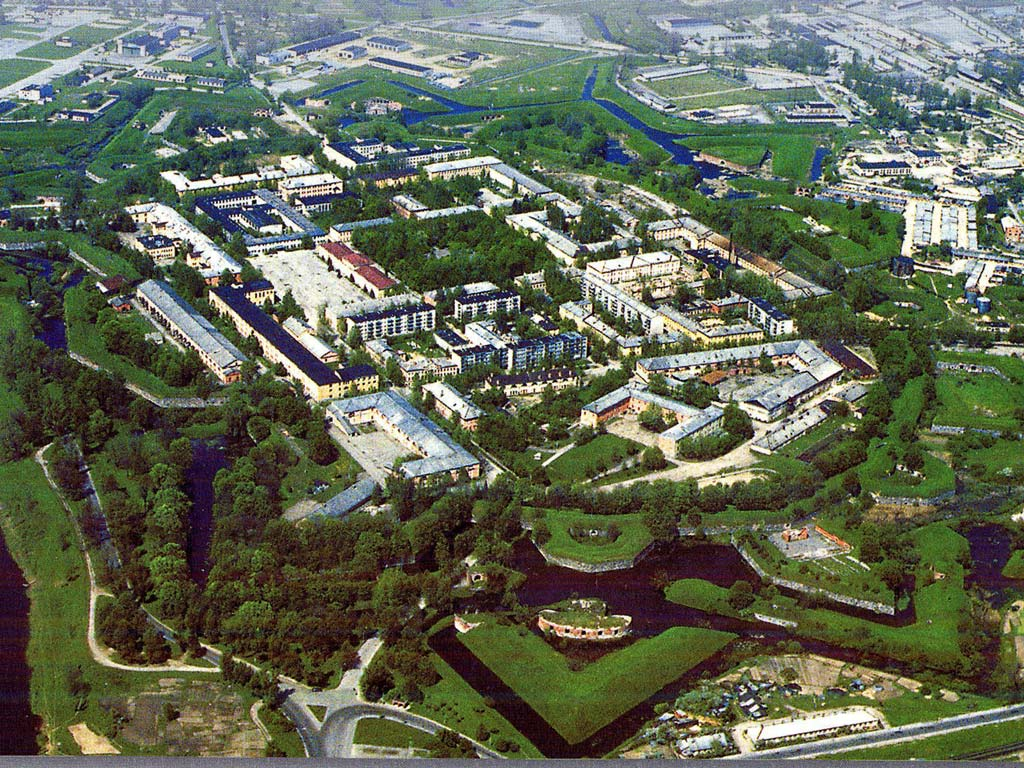
Общий вид. 90-е годы 20 века

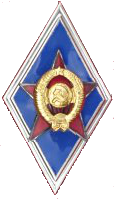
Нагрудный знак для лиц, окончивших высшие военно-учебные заведения Вооружённых Сил СССР — высших военных училищ и военных институтов.

Даугавпилсское высшее военное авиационное инженерное училище имени Яна Фабрициуса (ДВВАИУ, латыш. Jāņa Fabriciusa Daugavpils augstākā kara aviācijas inženieru skola) — военное училище, располагавшееся в городе Даугавпилс Латвийской ССР, производившее подготовку офицеров — инженеров и техников — для авиационных частей СССР. Было расположено на территории Даугавпилсской крепости. Было основано 23 февраля 1948 года, расформировано в 1993 году.

## История
После окончания Великой Отечественной войны руководство страны и Вооружённых Сил несмотря на общее сокращение армии, приняли решение на развёртывание в прибалтийских республиках сети военно-учебных заведений. Удобным местом для формирования и размещения военного училища был город Даугавпилс Латвийской ССР, где перед началом Отечественной войны 1812 года для охраны северо-западных рубежей России была возведена мощная крепость.
Училище в период с 1948 по 1975 годы занималось подготовкой офицерских кадров для инженерно-авиационной службы со средним образованием (в.ч. 23582), а с 1975 по 1993 годы функционировало в качестве высшего учебного заведения.
Начало формированию Двинского военного авиационно-технического училища спецслужб дальней авиации было положено директивой начальника Генерального штаба в 1947 году с дислокацией в военном городке Крепость города Даугавпилс. Первым начальником училища назначен инженер-полковник Сипачев В. Г., участник гражданской и Великой Отечественной войн.
К моменту развёртывания училища в крепости ещё многое напоминало о том, что здесь недавно хозяйничали фашисты. При входе в неё сразу бросались в глаза развалины крепостного собора. Помещения, пострадавшие от варварских рук гестаповцев, ещё не были приведены в порядок. Жилой фонд находился в запущенном состоянии. Учебные помещения и казармы совершенно не отвечали своему будущему назначению. Оборудование отсутствовало. Но несмотря на трудности уже с ноября начались занятия с так называемыми «казанцами» — первой курсантской ротой, прибывшей из Казанского военного училища.
В 1949 году в феврале инспекция штаба Дальней авиации под руководством маршала авиации Скрипко проверила работу училища.
За проявленную инициативу и творческую работу в деле организации учебного процесса начальнику училища, начальнику политотдела, начальнику штаба, начальникам циклов, многим преподавателям, инструкторам и строевым офицерам, офицерам управления и штаба командующий Дальней авиацией объявил в приказе благодарности.
23 февраля 1949 года в торжественной обстановке заместитель командующего Дальней авиацией по политчасти генерал-лейтенант Ф. Ф. Веров вручил училищу Боевое Красное Знамя. Это событие совпало с юбилеем Советской Армии и первой годовщиной училища.
Всю историю училища условно можно разделить на четыре периода: с 1948 по 1952 год оно готовило техников для дальней авиации, с 1952 по 1959 годы — офицеров для ВВС, с 1960 по 1975 годы — специалистов для истребительной авиации ПВО, с 1975 по 1993 годы — инженеров для авиации ПВО и ВВС. Исходя из этого менялось и название училища: ДВАТУ, ДВАРТУ, ДАТУ, ДВАИУ, ДВВАИУ.
К 20-летию образования училища за высокие успехи в подготовке военных кадров, большую воспитательную работу среди местного населения Совет Министров ЛССР присвоил ДАТУ имя видного деятеля Яна Фабрициуса, в честь которого и было названо училище.
С 1975 года в училище на четырёх базовых факультетах (самолёты и двигатели, авиационное вооружение, авиационное оборудование и радиоэлектронное оборудование) проходили с пятилетним сроком обучение курсанты и четырёхлетним слушатели, ранее окончившие средние военные училища. ДВВАИУ стало одним из крупнейших военно-учебных заведений Советского Союза. Здесь преподавали офицеры, многие из которых имели научные степени кандидатов наук, были и доктора наук. Училище располагало богатой материально-технической базой: современные лаборатории и кабинеты, учебный аэродром с самолётами различных типов, госпиталь. На учебном аэродроме находился МиГ-25, угнанный лётчиком Беленко в 1976 году в Японию, который перебрали до винтика и потом вернули в СССР.
За 45 лет существования Даугавпилсское военное училище подготовило свыше 35 тысяч офицеров, которые служили на инженерно-технических должностях в полках истребительной авиации войск ПВО и ВВС по всей огромной стране.
В 1993 году ДВВАИУ расформировано. Преподовательский состав и курсанты были отправлены в Ставрополь в состав сформированного в 1993 году Ставропольского ВВАИУ. На этом завершилась история Даугавпилсского высшего военного авиационного инженерного училища. Боевое Знамя училища сдано в Центральный музей Вооружённых Сил (г. Москва).

## Известные выпускники
- Бондаренко, Иван Поликарпович, генерал-майор, заместитель командующего отдельной 12-й армии ПВО СССР с 1986 - 1992 год;
- Кантеев, Мурат Константинович, генерал-майор, начальник Семипалатинского полигона с 1976 по 1978 год;
- Курдюмов, Леонид Леонидович, советский и латвийский политический деятель.
- Лопатин, Михаил Алексеевич, генерал-полковник, начальник войск ПВО Украины с 1992 - 1996 год;
- Чистоусов, Анатолий Иванович, майор запаса, священник Русской православной церкви (похищен 29 января 1996 года чеченскими террористами, убит 14 февраля того же года)[1].